# Jacob Ilkka
Jacob (Jaakko) Bengtsson Ilkka född 1545, avrättad 27 januari 1597 i Österbotten i Finland. Upprorsledare för det s.k. Klubbekriget i norra och östra Finland 1596–1597. 

## Biografi
Ilkka var en landsköpman och storbondeson från Ilmola i Österbotten och övertog fädernesgården 1585, men arbetade både före och efter detta som köpman i trakten. Han ägde också ett skepp och gjorde resor till både Stockholm och Reval. Ilkka var gift två gånger och hade tre söner men namnen på hans hustrur är inte kända. Han blev länsman 1586 och var ryttare i armén mellan 1591 och 1592 och hade till skillnad från många andra av 1500-talets bondeledare hört till de övre samhällsskikten under hela sitt liv (högst antagligen kunde han tala och skriva både svenska och finska).  Han hade också stridit på den svenska sidan i det långvariga ryska kriget som skulle komma att bli en utlösande faktor till det kommande upproret. Han gjorde rusttjänst och tillhörde således frälset. Länsmanstiteln erhöll han på grund av sina goda förbindelser med staden Reval. Han greps i slutet av 1595 och kastades i fästning, men lyckades fly därifrån. Dock hade han bränt sitt förtroendekapital bland samhällets makthavare och var därmed tvungen att fortsätta upproret mot ståthållare Klas Fleming.
Det finns många olika versioner av hur Ilkka kom att bli involverad i upproret, en av dessa är att han manövrerades dit av hertig Karl. Andra vill dock förklara hans involvering med att han som köpman hade en naturlig lyhördhet för folkopinionen i det av krig hårt drabbade Finland under denna period. Eftersom Ilkka själv tillhörde frälset insåg han också att om han inte själv tog initiativet till makten skulle han själv och hans familj bli drabbade i inbördeskriget. I Österbotten på 1500-talet fanns den gamla traditionen ännu kvar att bönderna kunde välja en Häradskung som då fick obegränsad makt. Ilkka tog initiativet till makten i Klubbekrigets slutskede och fick med sig folket, framförallt den finsktalande delen av befolkningen inåt landet, och de som varit värst drabbade av borglägret och extra skatter.
Svenskättade gamla Bengt Pouttu ansågs vara böndernas politiska ledare som ägde frågan innan det slutgiltiga inbördeskriget bröt ut år 1596. Pouttu hade varit förespråkare för en fredligare lösning och visste att ett väpnat uppror inte skulle lyckas, samtidigt som han troligen också visste att det var ofrånkomligt. Efter att Ilkka tagit makten utmanövrerade han Pouttu genom att beordra honom att med en liten skara svensktalande män besegra eller försöka värva över motståndaren Axel Kurck. Gamle Pouttu som egentligen var för gammal för att leda ett uppror hade inte en chans mot Kurcks välutrustade yrkessoldater. Han dog i Åbo slotts kalla fängelsehålor.
Fleming hade lärt en del saker från Gustav Vasas taktik under Dackefejden femtio år tidigare och lyckades dels med propaganda där Ilkka förvrängdes till Ilkeä (Elak), dels med mutor att få Jacob utlämnad av de egna trupperna. Ilkka tillfångatogs och avrättades av fogden Abraham Melkiorsson. Ilkka och de övriga bondeledarna, förutom Pouttu, steglades vid kyrkan i Storkyro. Muntliga källor berättar att det spökar på Åbo slott och det är klubbekrigsledaren Jacob Ilkka som fortsätter sin omöjliga kamp mot Flemming än idag.
Ett monument över Ilkka är rest i Ilmola. Agrarförbundets organ bär namnet Ilkka, efter upprorsledaren.